# لاودن ولی استیتس (ویرجینیا)

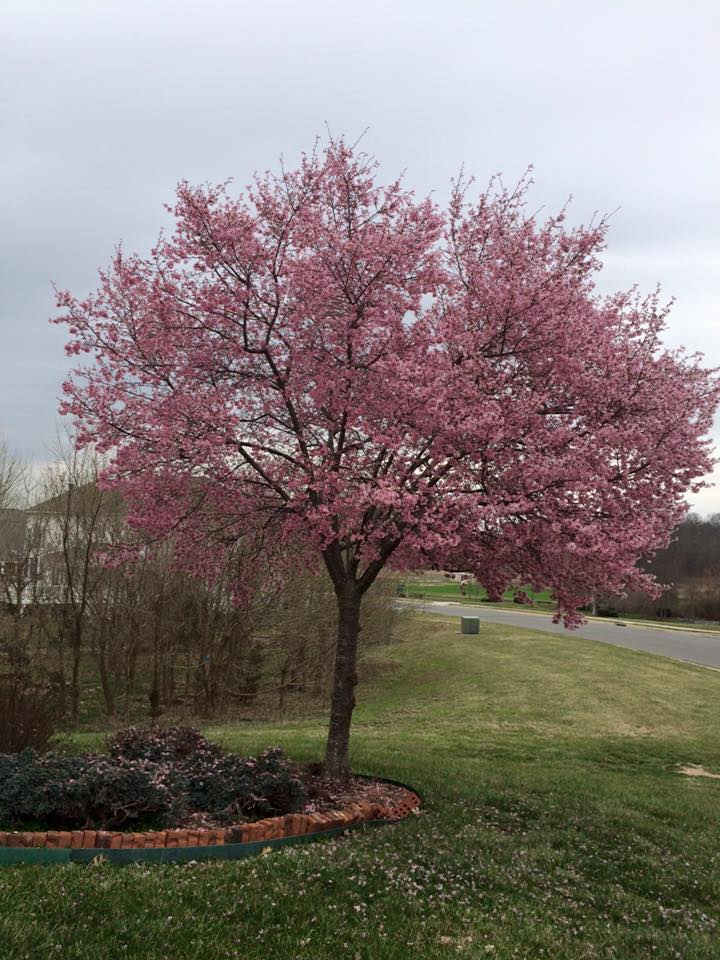

لاودن ولی استیتس، ویرجینیا (انگلیسی: Loudoun Valley Estates, Virginia) محل تعیین سرشماری (CDP) در لاودن کانتی ویرجینیا است. جمعیت در سرشماری سال ۲۰۱۰ ایالات متحده ۳٫۶۵۶ بود. این یک انجمن برادری است که در نزدیکی ایستگاه مترو آشبورن و مرکز شهر ایستگاه مورفیلد در آشبورن است.